# Myndus palawanensis
Myndus palawanensis är en insektsart som beskrevs av Frederick Arthur Godfrey Muir 1923. Myndus palawanensis ingår i släktet Myndus och familjen kilstritar.
Artens utbredningsområde är Filippinerna. Inga underarter finns listade i Catalogue of Life.